# Norval Morrisseau

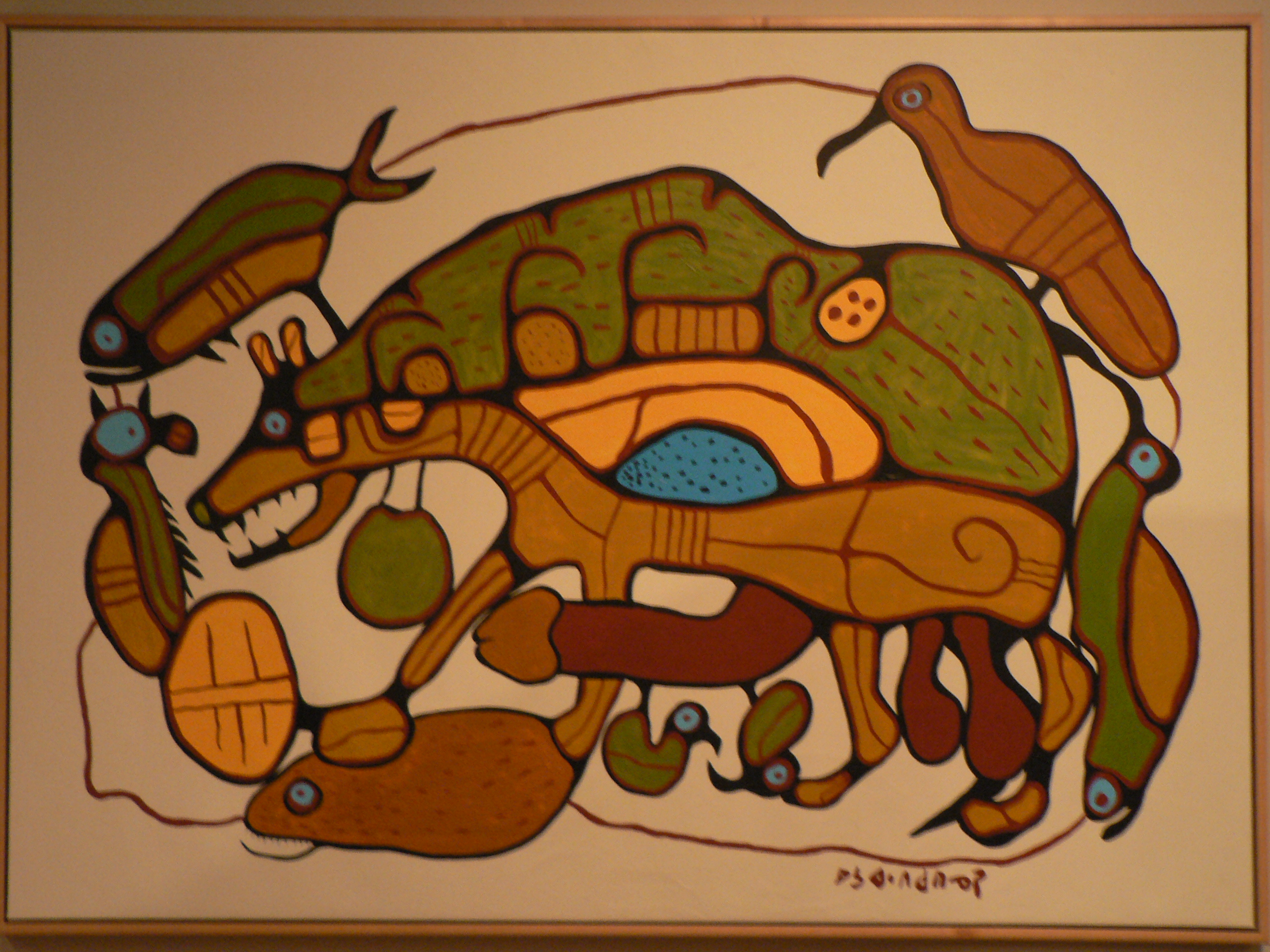
Bears in life, cycle 2, obra mural de Norval Morrisseau.

Norval Morrisseau o Miskwaabik Animikii/Copper Thunderbird (Sandy Point, Ontario, 1932-2007) fou un pintor, impressor i il·lustrador anishinaabemowin, membre de la Reial Acadèmia Canadenca d'Arts des del 1970 i un dels revitalitzadors de la iconografia ojibwa. Debutà amb un mural per a la representació canadenca a l'Expo 1967. El 1980 fou doctor honoris causa a les universitats de McGill i McMaster, i el 1995 fou honorat per l'Assemblea de Primeres Nacions del Canadà.